# 胀荚红豆
胀荚红豆（学名：Ormosia inflata），为豆科红豆属下的一个种。

## 扩展阅读
維基物種上的相關：胀荚红豆